# Région de Laponie
Cet article concerne la région inscrite au patrimoine mondial. Pour l'ensemble de la région, voir Laponie. Pour les autres significations, voir Laponie (homonymie).
La région de Laponie est une vaste zone située dans la province historique de Laponie, dans le nord de la Suède, en Laponie. Plus précisément, elle s'étend sur les communes de Gällivare et Jokkmokk, le long de la frontière suédo-norvégienne. La région est inscrite au patrimoine mondial en 1996 en tant que bien mixte (naturel et culturel).
Le site comprend les parcs nationaux de Padjelanta, de Sarek, de Stora Sjöfallet et de Muddus, les réserves naturelles de Sjaunja et Stubba, tous contigüe, ainsi que trois petites zones supplémentaires.
La région est d'une grande variété de milieux naturels : à l'ouest, dans les Alpes scandinaves, Padjelanta constitue un haut plateau et Sarek se situe en haute montagne, tandis qu'à l'est, une vaste plaine se compose de taïga et de zones humides.
Habitée depuis la Préhistoire depuis les Samis, la région est colonisée par les Suédois à partir du XVIe siècle. Malgré cela, les Samis continuent d'y pratiquer leur mode de vie traditionnel fondé sur la transhumance des rennes.

## Situation

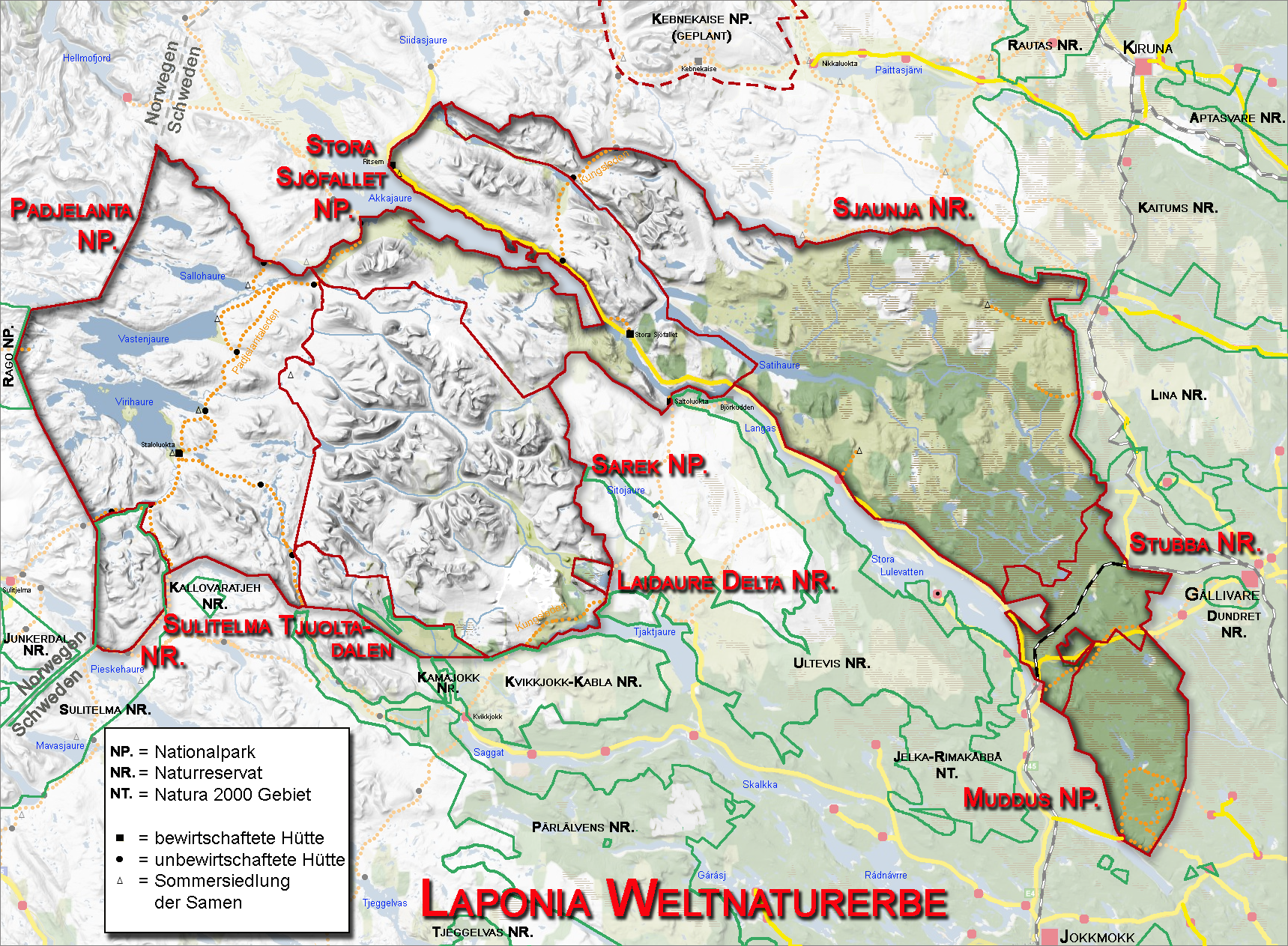
Carte de la région de Laponie.

La région de Laponie est située dans le nord de la Suède, à proximité du cercle polaire arctique, et est frontalière avec la Norvège. Elle s'étend sur 940 000 hectares / 9 400 km2 (terre et eau réunis), mesurant au maximum 200 km de longueur ouest-est et 80 km de largeur nord-sud, et se situe sur les communes de Jokkmokk et Gällivare.
Une bande étroite du parc national de Stora Sjöfallet a été exclue de la zone inscrite au patrimoine mondial en raison d'un projet de développement hydroélectrique et de la création du lac artificiel de Stora Lulevatten (en).
Les localités les plus proches sont Gällivare et Kiruna. La région est traversée par la route européenne 45 au niveau du parc national de Muddus et de la réserve naturelle de Stubba.

## Milieu naturel
Les régions recouvertes correspondent à deux écozones telles que définies par le Centre de surveillance de la conservation de la nature : les forêts de bouleaux subarctiques (2.6.5) et la taïga ouest-eurasienne (2.3.3). Il s'agit de deux milieux naturels très différentes : à l'ouest, il s'agit de hautes montagnes, à l'est, de plaines parsemées d'inselbergs.
Sur les 940 000 hectares du parc, les différents milieux se répartissent ainsi : 
- Montagnes arides, prairies montagneuses et landes : 450 000 ha
- Forêts de conifères : 120 000 ha
- Forêts de bouleaux : 90 000 ha
- Zones humides : 120 000 ha
- Lacs et cours d'eau : 80 000 ha
- Glaciers : 50 000 ha
- Autres : 30 000 ha

### Topographie
La partie Ouest de la région est située dans la chaîne des Alpes scandinaves. Le parc national de Sarek est une zone de haute montagne ; les monts sont particulièrement escarpées et sombres ; les sommets pointus contrastent avec les vallées profondes. À Sarek, on compte 200 massifs d'une altitude supérieure à 1 800 m et environ 100 glaciers. À l'ouest de Sarek, le parc national de Padjelanta consiste plutôt en un haut plateau.
La partie Est constitue au contraire une vaste plaine formée de roches très anciennes du bouclier scandinave primitif. Les anciens pics de la région ont été érodés. Ainsi il ne reste plus aujourd'hui que quelques inselbergs, spécifiques à la Suède septentrionale et à la Finlande en Europe.

Évolution du paysage, d'ouest en est
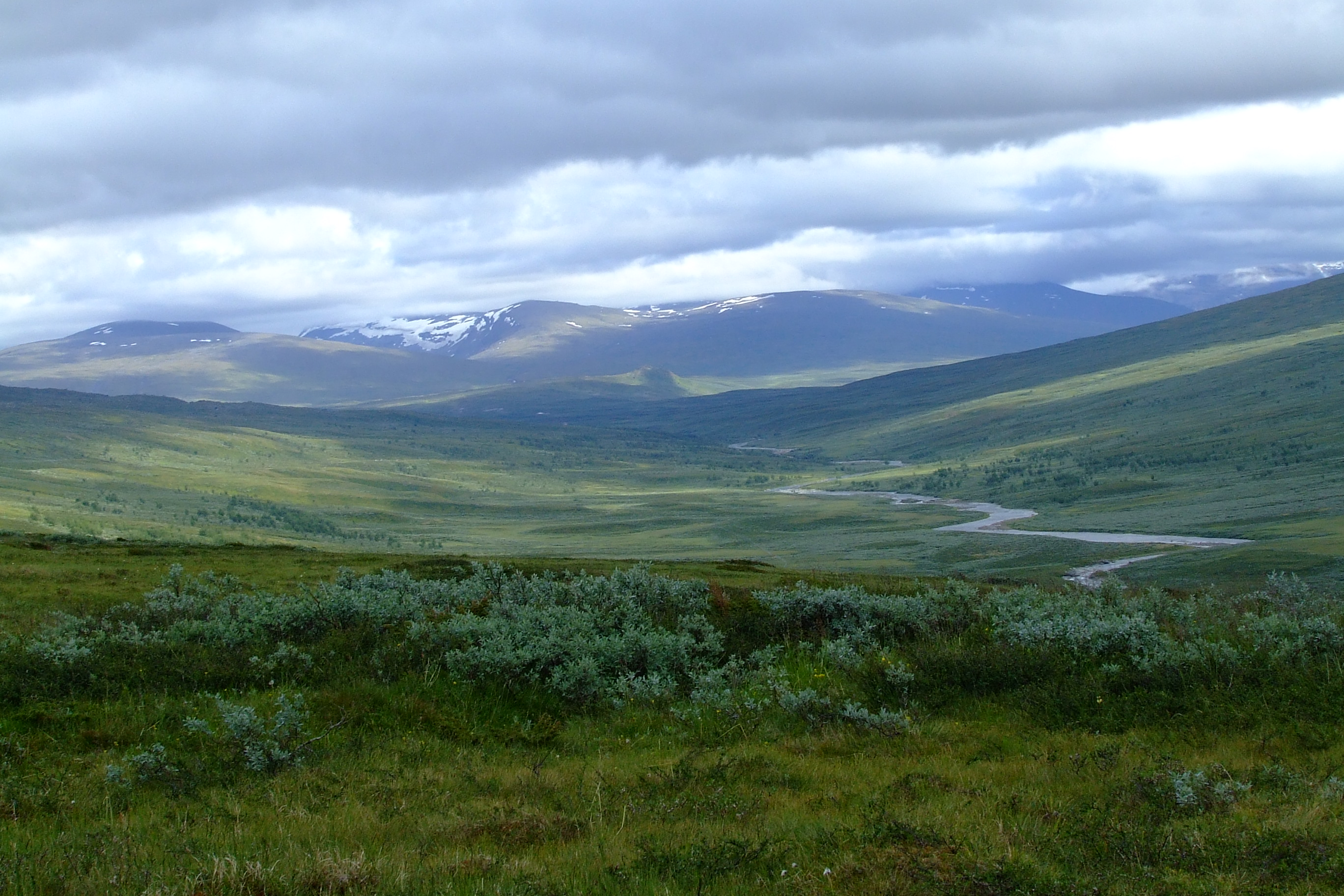
Le haut plateau du parc national de Padjelanta, à l'ouest.
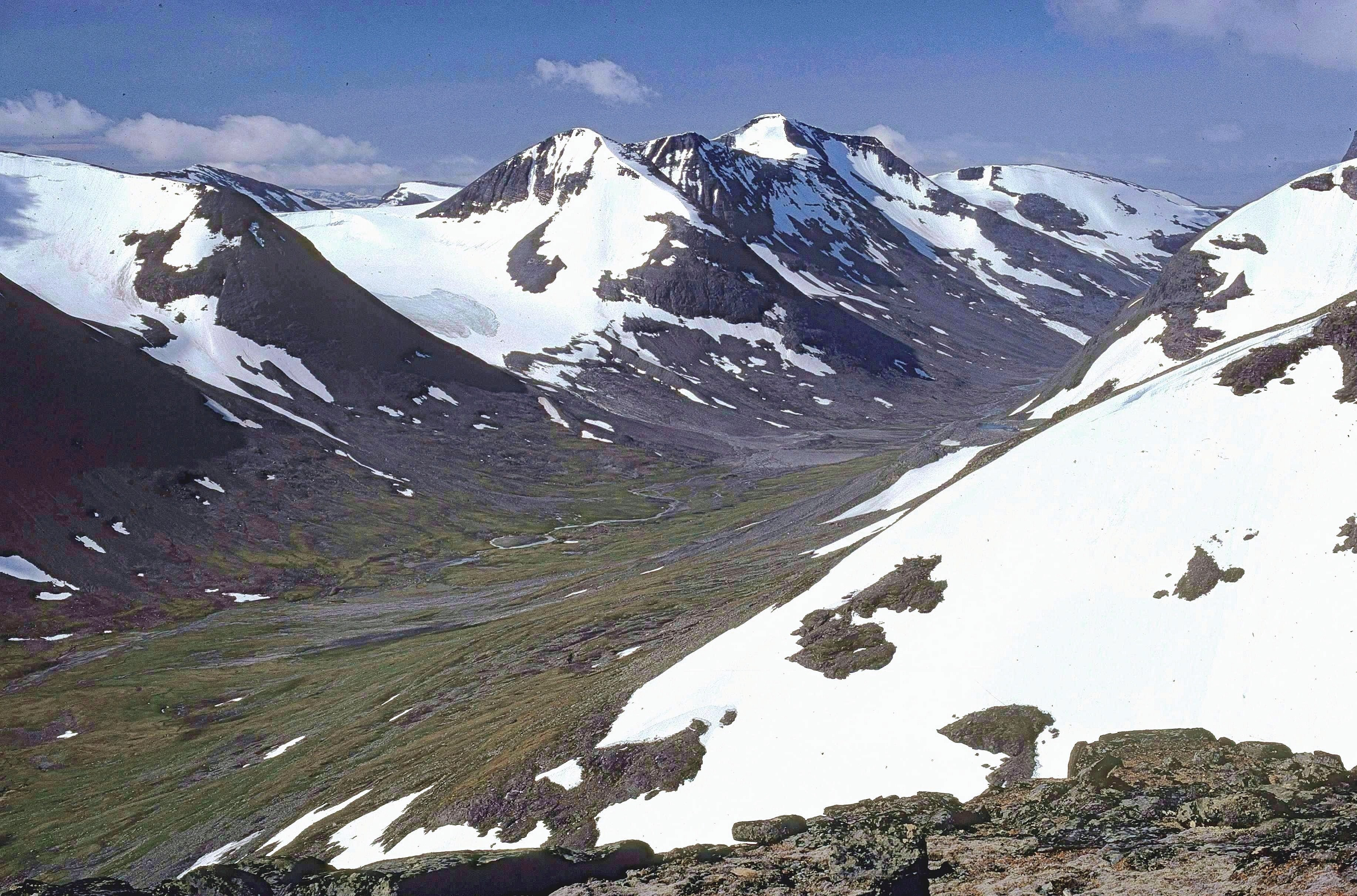
La haute montagne dans le massif de Kuopervagge dans le parc national de Sarek, au centre-ouest.
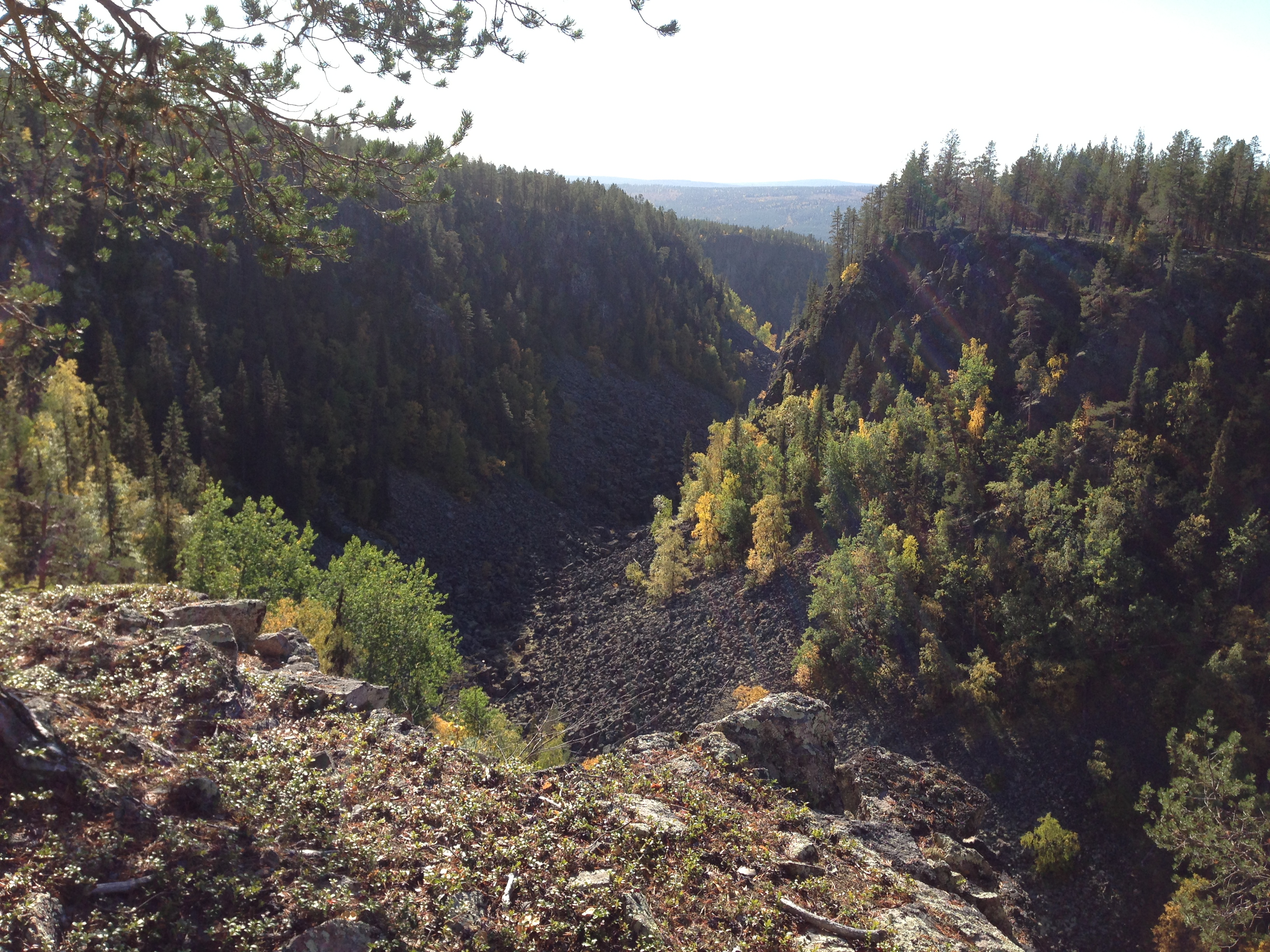
La taïga au niveau du canyon de Måskosgårsså dans le sud du parc national de Muddus.
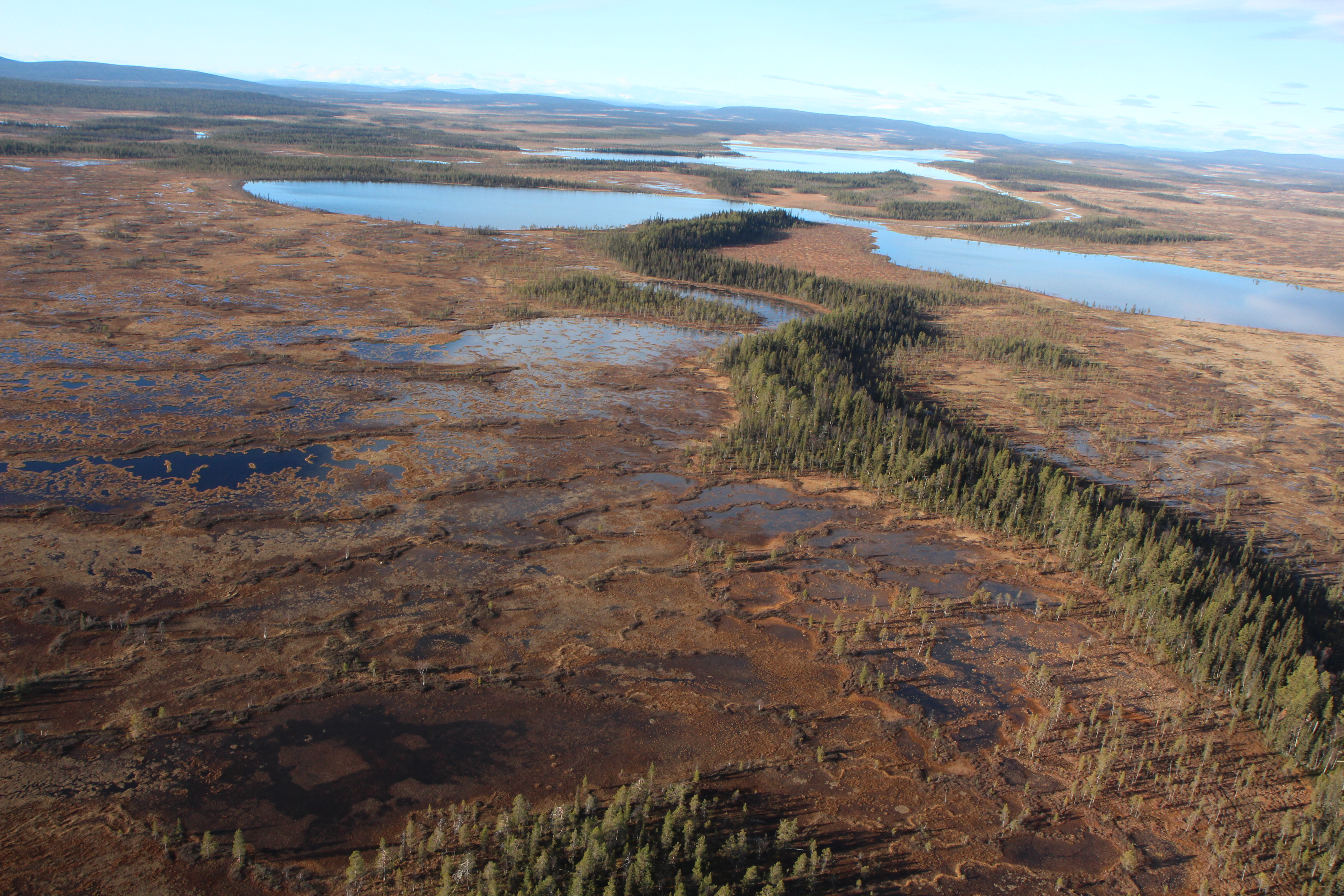
Tourbière d'aapa dans le parc national de Muddus, à l'est.

### Hydrographie
Le plateau de Padjelanta comporte de vastes lacs. À Sarek, on compte plus de 100 glaciers et de nombreuses cascades.

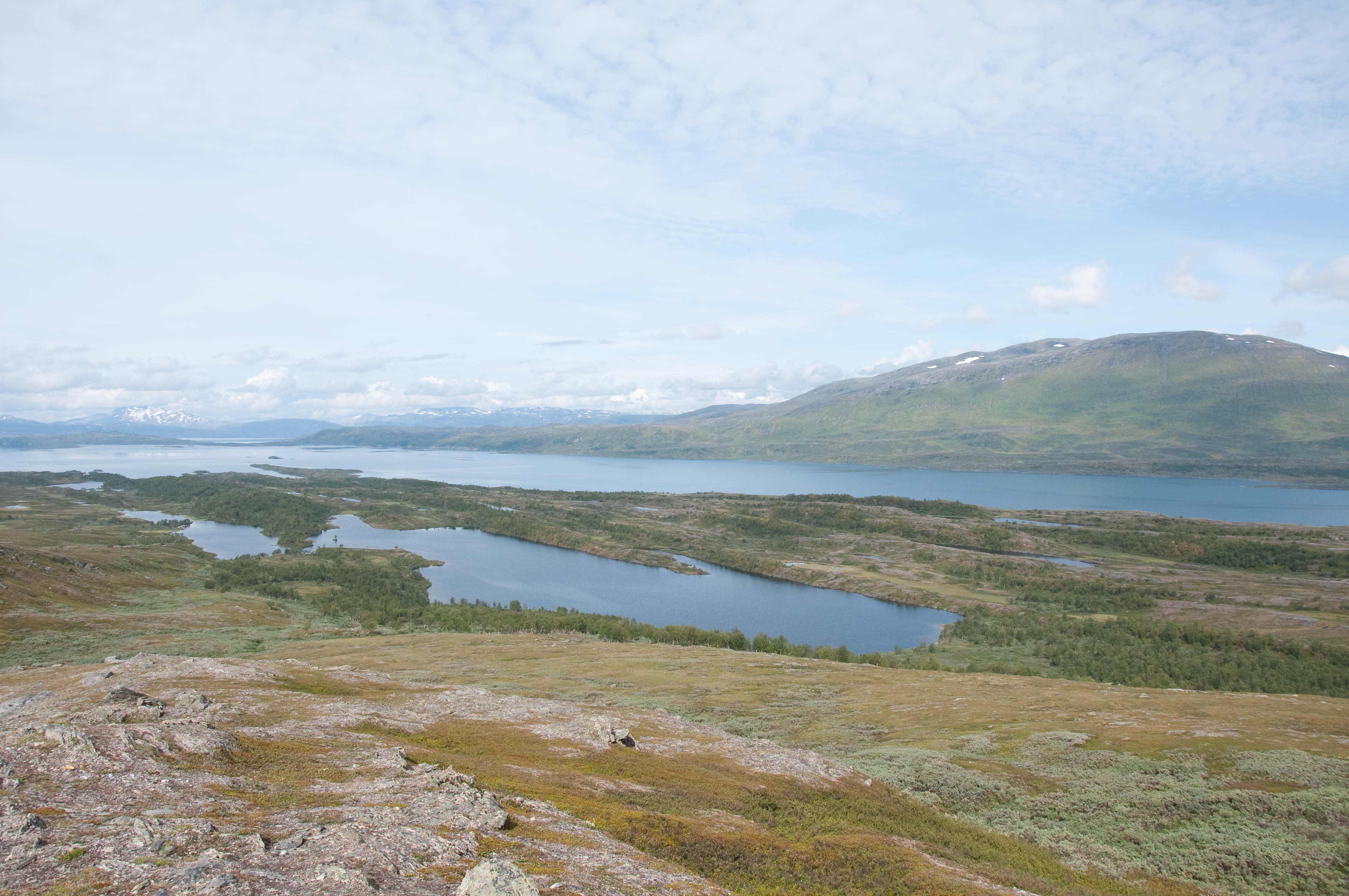
Les lacs du parc national de Padjelanta : Dijdderjávrre au premier plan et Virihaure en arrière-plan.
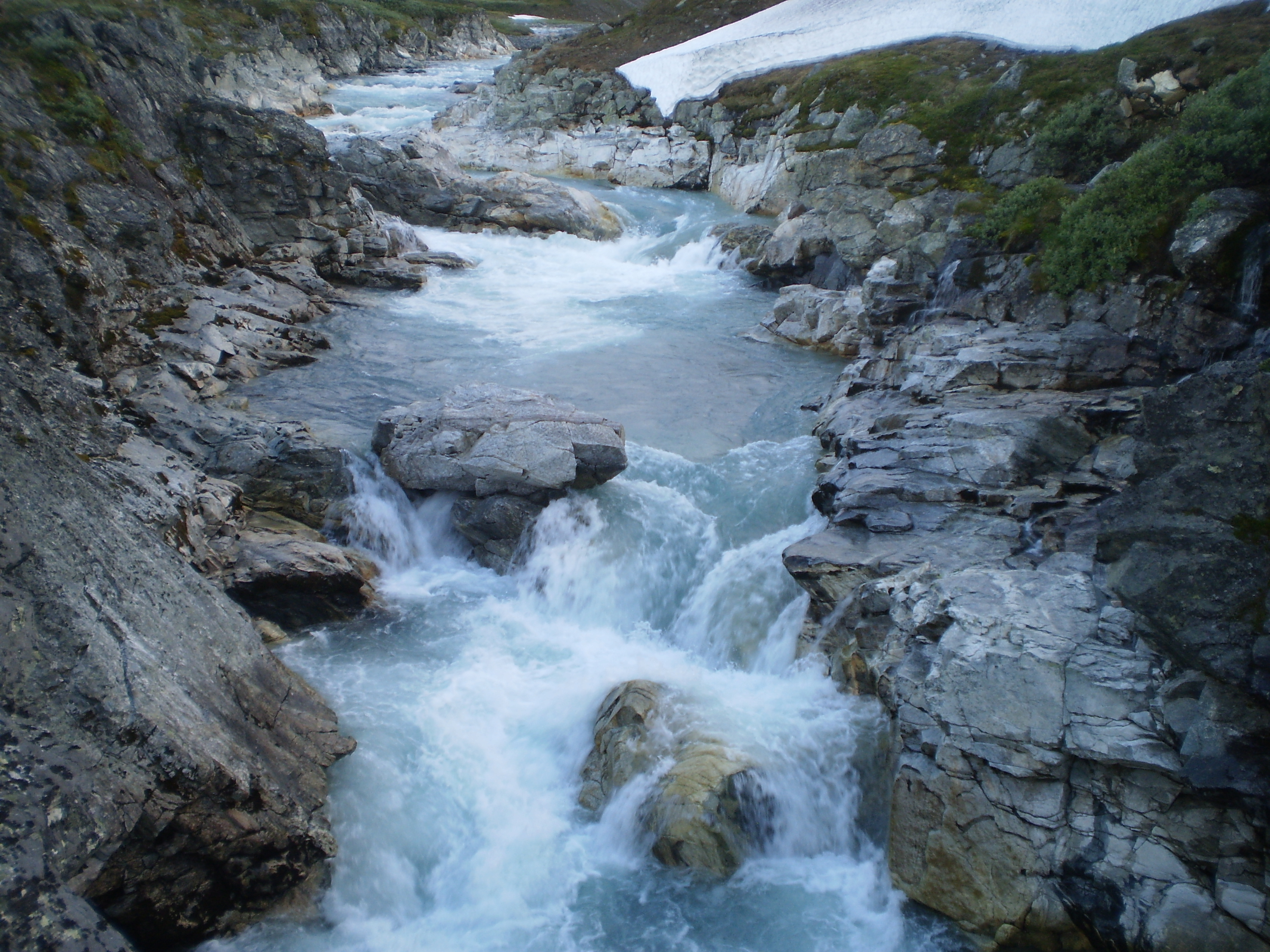
Cascade de Gadokjahkka dans le parc national de Sarek.

### Climat

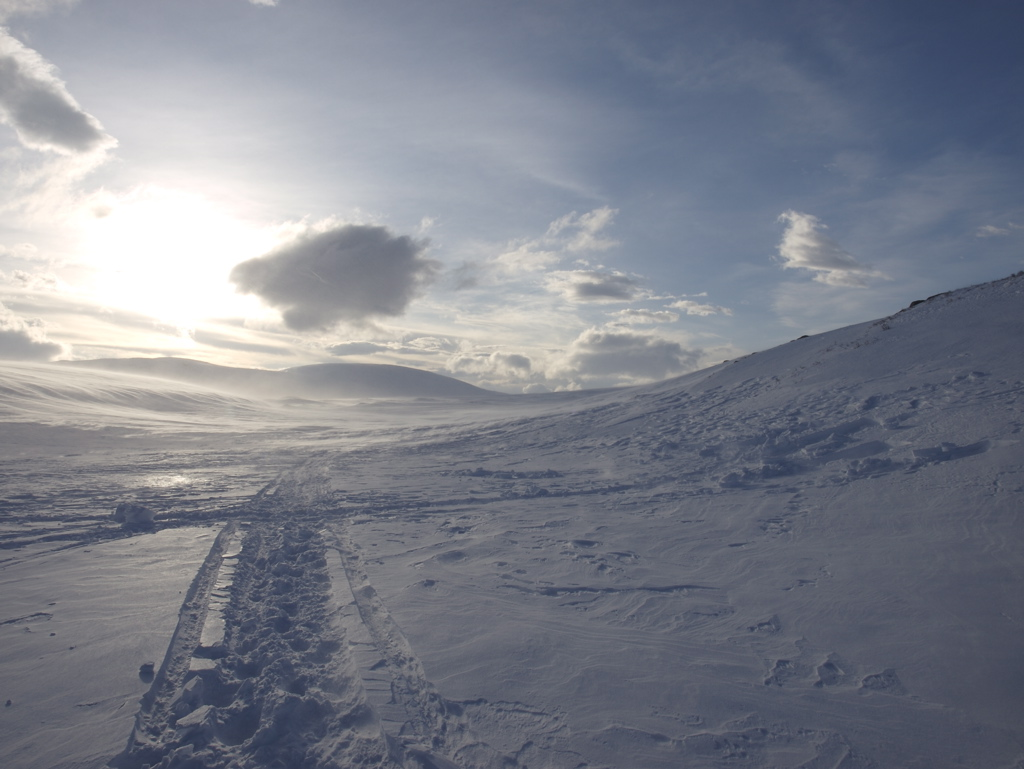
Sarek en hiver.

Du fait de l'étendue du parc, le climat est assez différent entre l'ouest et l'est.
À Padjelanta et Sarek, le climat est partagé entre l'influence océanique à l'ouest et l'influence continentale à l'est ; les Alpes scandinaves constituant la frontière entre les deux. La première est caractérisée par des températures douces et une importante humidité, alors que le climat continental est plus sec et présente des étés chauds et des hivers froids. Ceci se traduit dans le parc par de grandes variations de temps au cours de l'année, mais, aussi, selon l'endroit où l'on se trouve, le climat peut être inattendu et très instable, surtout à Sarek, mais aussi dans une moindre mesure à Padjelanta. Globalement, l'influence océanique domine dans le parc de Padjelanta, même si l'altitude explique la faiblesse de la température moyenne annuelle : −4 °C. Le relief très découpé du parc de Sarek amplifie l'instabilité ; les variations locales sont importantes. Par exemple, les précipitations au niveau de Sarek atteignent une moyenne annuelle supérieure à 2 000 mm, contre seulement 460 mm à Ritsem non loin de là dans le parc national de Stora Sjöfallet. Cette quantité de précipitation figure ainsi parmi les plus fortes de tout le pays.
La neige commence en général à tomber dès le mois de septembre et la couverture neigeuse s'installe durablement à partir d'octobre-novembre. Elle persiste parfois jusqu'en juin, et, sur les sommets, des névés peuvent se maintenir durant tout l'été. En outre, du fait de sa position au nord du cercle Arctique, les parcs connaissent le soleil de minuit en été et la nuit polaire en hiver. À Sarek, l'altitude influence aussi grandement la température, la température moyenne en août à 1 830 m au niveau du mont Boarektjåhkkå étant de −1 °C, alors qu'elle est autour de 10 °C dans les vallées. Le gradient de température est d'environ 1 °C tous les 100 m d'altitude en pleine journée.
Le climat de Muddus est relativement continental. Les hivers sont froids, avec une température moyenne de −12 °C en janvier, et les étés sont comparativement chauds, avec une température moyenne de 14 °C en juillet.  Le climat est assez peu humide, avec une moyenne de 500 mm de précipitations annuelle. L'été est en général la saison la plus humide, mais parfois les étés peuvent être secs ce qui peut engendrer une sécheresse, aggravée par l'excellent ensoleillement estival de la région. Durant la période hivernale, la neige se maintient environ 200 jours, typiquement de mi-octobre à mi-mai. Les impacts d'éclairs, principales causes de feux de forêt, sont relativement rares, avec seulement une dizaine de jours d'orage par an.

### Géologie
Le paysage d'Europe du Nord tel que nous le connaissons aujourd'hui s'est formé à la suite des glaciations successives survenues lors des ères glaciaires de l'histoire récente de la Terre (10-15 derniers millions d'années). En Laponie, les héritages de cette histoire sont les cirques glaciaires, les vallées glaciaires en U ainsi que les crêtes moraines.
Aujourd'hui encore, la région est en mouvement, ainsi on peut observer l'agrandissement des deltas et l'apparition de polygones dans la toundra ainsi que de palses en zone humide.
Le sol du parc national de Padjelanta est composé majoritairement d'argiles molles, souvent avec des poches calcaires. Au parc national de Sarek, les amphibolites sont majoritaires.

### Faune

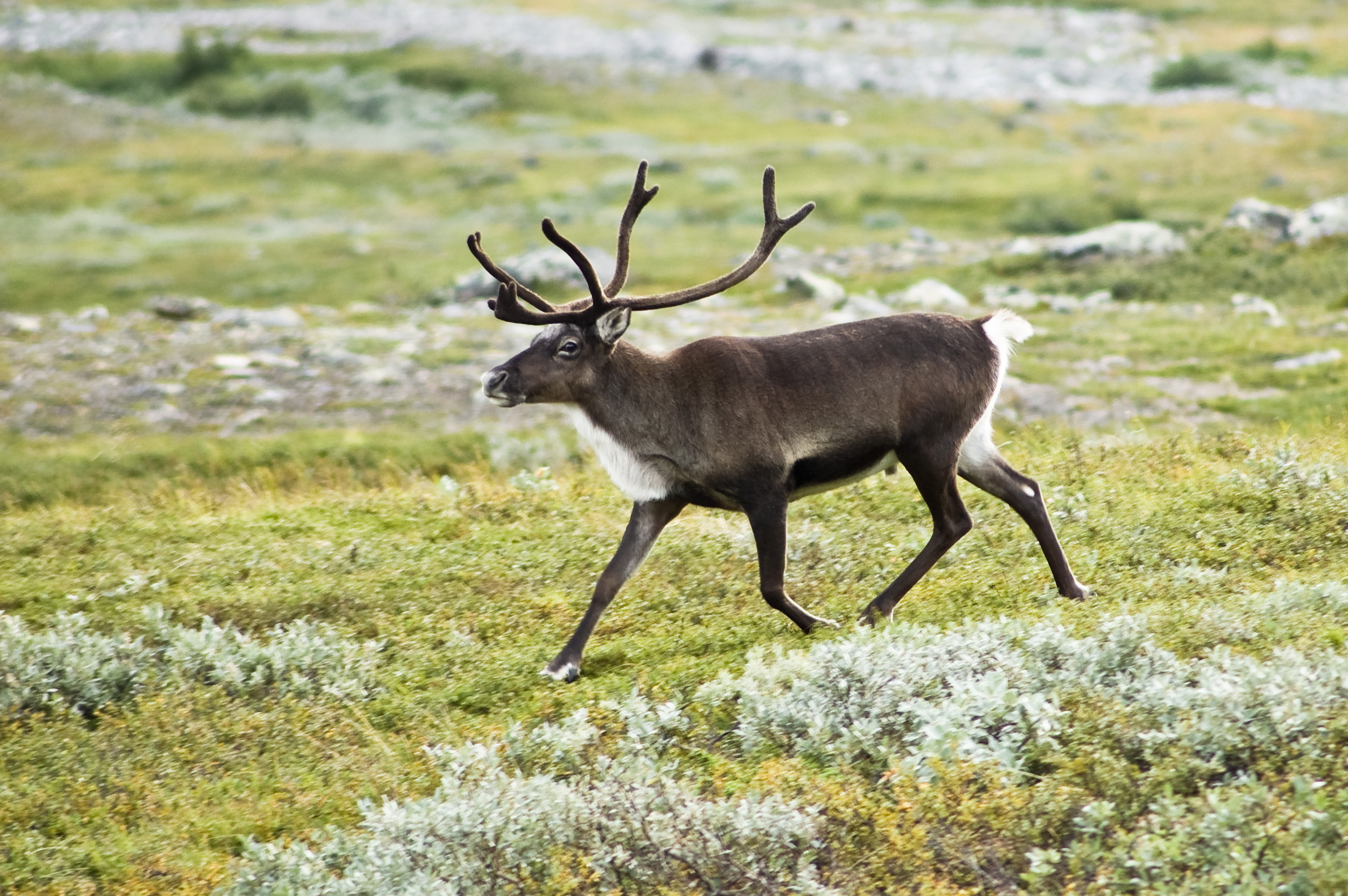
Le renne, ici dans la vallée du Kebnekaise, à proximité de la région de Laponie, est l'animal emblématique de Laponie.

La Laponie fournit des milieux de vie variés, de surcroît elle a été moins dégradée que les régions voisines exploitées dans l'industrie forestière. Ainsi, on trouve plus d'animaux en Laponie que dans ces régions avoisinantes ; la plupart de ceux-ci vivant dans les parties orientales faites de zones humides et forêts primaires.
La Laponie, depuis longtemps accueille beaucoup de lynx, d'ours bruns et de wolvérènes ; on trouve aussi parmi les mammifères des élans, des loutres et des martres des pins. La population d'élans du parc national de Sarek présente la caractéristique unique en Europe d'avoir été quasiment entièrement épargnée de la chasse. Ceci et la bonne qualité des pâturages dans les vallées font qu'on peut observer des élans d'une taille exceptionnelle à Sarek.
Chez les oiseaux, on trouve des rapaces, notamment des aigles (pygargues à queue blanche et aigles royaux) et des faucons pèlerins. Dans les zones humides, sont bien présents les canards et les limicoles (petits échassiers). Dans les forêts, on trouve des populations faibles mais stables de strigiformes, de poules ainsi que d'oiseaux de petite taille. Le nombre d'espèces nichant en région de Laponie est d'environ 100, incluant la majorité des espèces présentes dans les montagnes et forêts du nord de la Scandinavie.

### Flore
Les Alpes scandinaves présentent la particularité d'avoir leur limite des arbres marquée par des bouleaux, quand dans la majorité des chaînes de montagne, la limite est formée par des arbres à feuillage persistant. La forêt de bouleaux recouvre de vastes zones de la région, notamment l'est du parc national de Sarek et l'ouest de la réserve naturelle de Sjaunja. En réalité, la forêt de bouleaux consiste en des forêts de différents types.
À Padjelanta, la végétation est surtout composée de prairies recouverte de pelouse, et les sols fertiles accueillent une flore extrêmement riche. On y trouve ainsi plus de 400 espèces vernaculaires.
Dans la partie Est de la région, la végétation se divise entre taïga et tourbières, chacune occupant environ 120 000 hectares. La taïga est composée de forêts de conifères : épicéa commun et pin sylvestre. Elle constitue la limite occidentale de la taïga eurasienne, et a été globalement épargnée par l'industrie forestière. Cet état de conservation remarquable se manifeste par la présence de nombreux vieux arbres (de plus de 700 ans) et par la grande quantité de restes d'arbres morts. Les tourbières situées dans les régions les plus orientales. Il s'agit surtout de tourbières d'aapa, pouvant former aussi bien des mosaïques avec la forêt, ou s'étendre sur des vastes espaces ouverts parsemées de lacs. Le climat froid est également propice à la formation de palses, notamment dans la réserve naturelle de Sjaunja.

## Histoire

### Histoire ancienne
Les premiers peuplements du nord de la Scandinavie surviennent à la fin de la dernière période glaciaire, lorsque la région devient habitable, par des populations venant du sud et de l'est. Des habitations parmi les plus anciennes de Laponie ont été retrouvées dans le parc national de Stora Sjöfallet ; par ailleurs on a retrouvé des outils de l'âge de pierre, datant d'environ 7000 av. J.-C.. Généralement, on considère que c'est à cette époque que les ancêtres des Samis arrivent dans la région.
Dans les millénaires qui suivent, ils vivent de la pêche et de la chasse, avant de commencer à se spécialiser dans la chasse du renne sauvage vers le début de notre ère. Durant l'âge du fer, ils commencent à constituer des troupeaux de rennes domestiqués, pratique qui se généralise au XVIe siècle.

### La colonisation suédoise
Au milieu du XVIe siècle, le roi suédois Gustave Vasa décide que tout le nord de la péninsule Scandinave était une partie du royaume. Le peuple Sami doit alors payer des taxes au même titre que les autres Suédois. Au XVIIe siècle, les Samis sont évangélisés par les Suédois, qui construisent des églises et des marchés, le plus souvent aux endroits où les Samis avaient l'habitude de passer l'hiver. Cet intérêt pour le nord du pays amène aussi à la découverte de gisements, en particulier dans les montagnes. Une des premières découvertes est la mine d'argent de Nasa, dans la montagne Nasafjället. Son exploitation commence en 1630. Les Samis sont alors mis de force à contribution pour les travaux de la mine. Ainsi, lorsqu'en 1657, le Sami Jon Persson découvre un gisement d'argent dans la montagne Kierkevare, au sud-est de l'actuel parc national, il n'en fait part à personne. Mais lorsqu'on le force à aller travailler à la mine de Nasa, il raconte sa découverte en échange d'une exemption. Peu de temps après, la mine de Nasa ferme après une attaque norvégienne et la mine de Padjelanta est donc accueillie comme une bonne façon de remplacer celle de Nasa. L'exploitation de cette mine, qui s'appelle Kedkevare, commence en 1661. En 1672, un autre gisement est découvert non loin de là dans l'actuel parc national de Sarek à Alkavare. Ces deux gisements alimentent une fonderie à Kvikkjokk, créant un ensemble appelé Luleå silververk. Cependant, ces deux mines ne sont pas rentables, en particulier à cause des conditions climatiques qui rendaient le travail très difficile, et l'exploitation s'arrête en 1702.
Par la suite, le futur parc national de Padjelanta devint un site réputé pour les botanistes qui osaient s'aventurer dans les montagnes lapones. Cela commença avec l'exploration d'Olof Rudbeck le Jeune en 1695, voyage qui lui-même inspira le très célèbre Carl von Linné. Ce dernier explora en effet le parc en 1732, en partant de Kvikkjokk vers la vallée de Tarra jusqu'au lac Virihaure, puis continua en direction de la Norvège. La richesse de la flore du parc forma la base du livre Flora Lapponica. Ce voyage devint très célèbre en Suède et un grand nombre de botanistes connus ou non tentèrent de suivre les traces de Linné. Parmi les botanistes importants dans l'histoire de Padjelanta, on peut citer Sten Selander, qui, aux côtés de Nils Dahlbeck de l'association suédoise de protection de la nature, va explorer la flore du parc à partir de 1939, où il découvrit la rare potentille subarctique.

### Protection
La création, en 1872, du premier parc national au monde à Yellowstone suscita un élan universel de protection de la nature. En Suède, l'explorateur polaire Adolf Erik Nordenskiöld fut le premier à proposer la mise en application de ce nouveau concept pour protéger la nature suédoise. Axel Hamberg, Adolf Erik Nordenskiöld et d'autres plaidèrent ensemble pour la création des premiers parcs nationaux du pays. Ils convainquirent le botaniste suédois Karl Starbäck de l'université d'Uppsala d'aborder la question au parlement, duquel il était membre. En mai 1909, la proposition fut acceptée, et les neuf premiers parcs nationaux, non seulement de Suède mais aussi d'Europe, furent créés. Ceux-ci incluaient Sarek et Stora Sjöfallet.
Au milieu du XXe siècle, avec les développements massifs de l'hydroélectricité en Suède (voir énergie en Suède), les grands fleuves du Nord du pays furent parsemés de barrages. Ces barrages atteignirent même les parcs nationaux ; le parc national de Stora Sjöfallet en particulier fut amputé de près d'un tiers de sa superficie avec la création d'un barrage en 1919. Mais en 1961 fut signé un accord appelé la « paix de Sarek » (freden i Sarek), qui empêchait les développements hydroélectriques dans le parc de Sarek, ainsi que sur certaines rivières, appelées rivières nationales. Ceci entraîna aussi en 1962 la création du parc national de Padjelanta et l'extension du parc de Sarek avec une zone au sud de Boarek.
En 1982, l'Union internationale pour la conservation de la nature (UICN) mentionna une vaste zone du nord de la Suède dans sa liste indicative des sites naturels dignes d'être classés patrimoine mondial de l'UNESCO. La Suède proposa alors une partie de cette zone, la réserve naturelle de Sjaunja, pour l'inscription sur la liste du patrimoine mondial, mais l'UICN conseilla en 1990 une extension du site proposé. En 1996, les parcs de Padjelanta, Sarek et Stora Sjöfallet, la réserve naturelle de Sjaunja, la réserve naturelle de Stubba, le parc national de Muddus et trois petites zones adjacentes, pour un total de 9 400 km2, furent classés au patrimoine mondial par l'intermédiaire du site mixte (culturel et naturel) dénommé « région de Laponie ». Le parc fait aussi partie du réseau Natura 2000. L'inscription au patrimoine mondial permit au parc d'avoir son premier plan de gestion, qui est désormais rédigé en général au moment même de la création d'un parc (ce n'était pas le cas à l'époque de la création de Sarek). Ce plan de gestion fut élaboré en concertation avec les Samis, qui n'avaient pas été consultés lors de la création du parc. Ce processus fut récompensé par le WWF.
Une discussion est en cours sur l’installation d’éoliennes juste en dehors de la région de Laponie, qui pourraient avoir un impact visuel sur l’intégrité du bien. Par ailleurs, le milieu naturel se voit menacé par l'arrivée des véhicules motorisés. Il est projeté d'étendre le bien en Norvège en ajoutant le paysage du fjord voisin de Tysfjord/Hellemo (ajoutant ainsi une connexion maritime et des caractéristiques importantes à plus faible altitude) et le parc national de Rago,. Les autorités norvégiennes chargées de la conservation étudient actuellement la possibilité de constituer un parc national de la région en question.

## Héritage culturel

### Mode de vie traditionnel

Le drapeau sami.

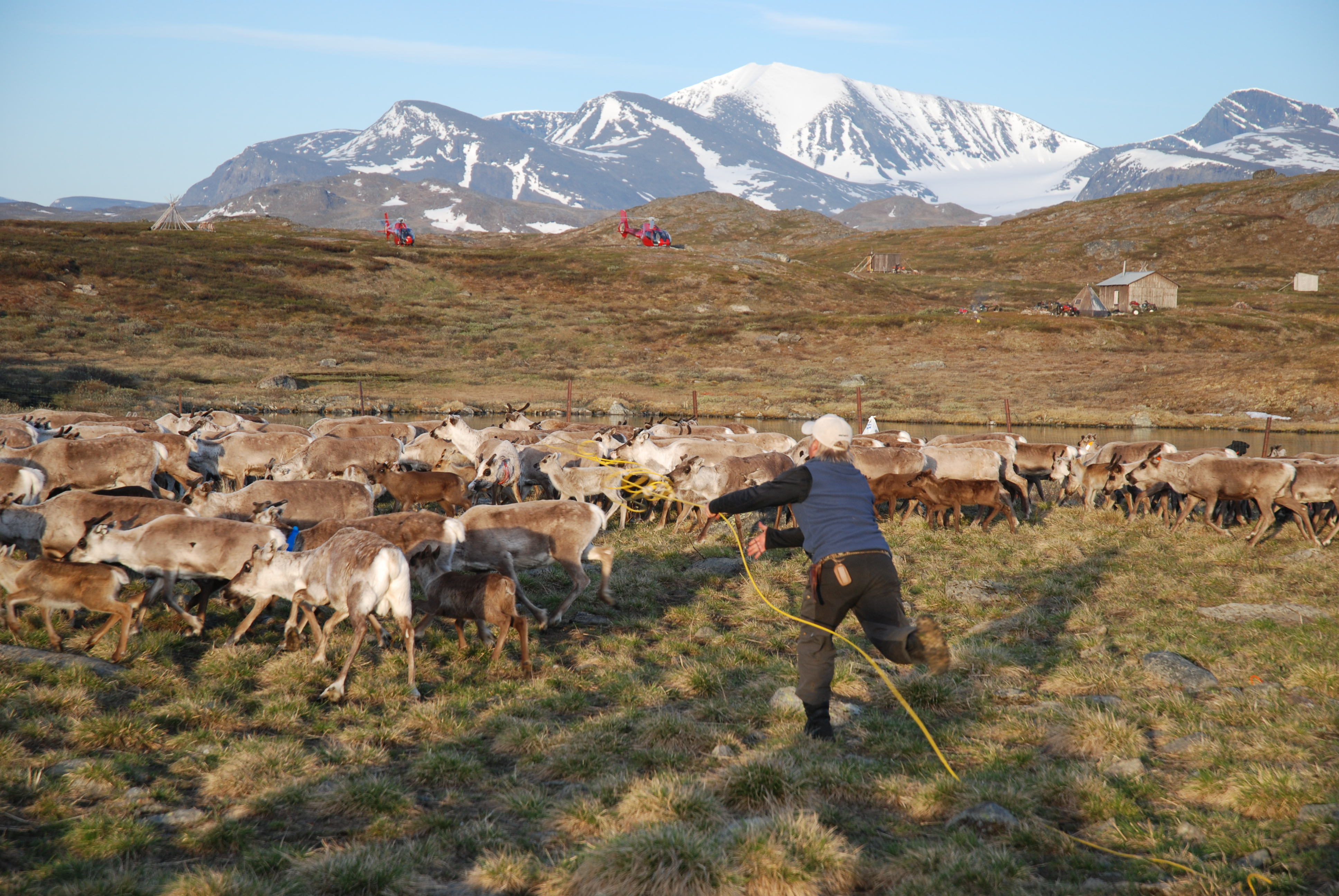
Les Samis et leurs troupeaux de rennes.

La région de Laponie est habitée par les Samis. Elle constitue le plus vaste et l'un des derniers espaces où se pratique encore leur mode de vie ancestral fondé sur la transhumance. Le village sami a conservé sa organisation. Les Samis parlent le same, une famille de langues finno-ougriennes.
Chaque printemps, les Samis conduisent leurs immenses troupeaux de rennes vers les montagnes pour l'été,. Les 35 000 rennes environ sont dirigés par les familles de Samis pour un total de 200 à 250 personnes vers le parc national de Padjelanta, dont les prairies luxuriantes fournissent un endroit idéal pour le pâturage,. Les Samis logent alors dans leurs habitations traditionnelles, qui ont cependant tendance à être remplacées par des petites cabines,. Puis, à l'automne, les rennes sont reconduits vers les forêts.

### Monuments historiques

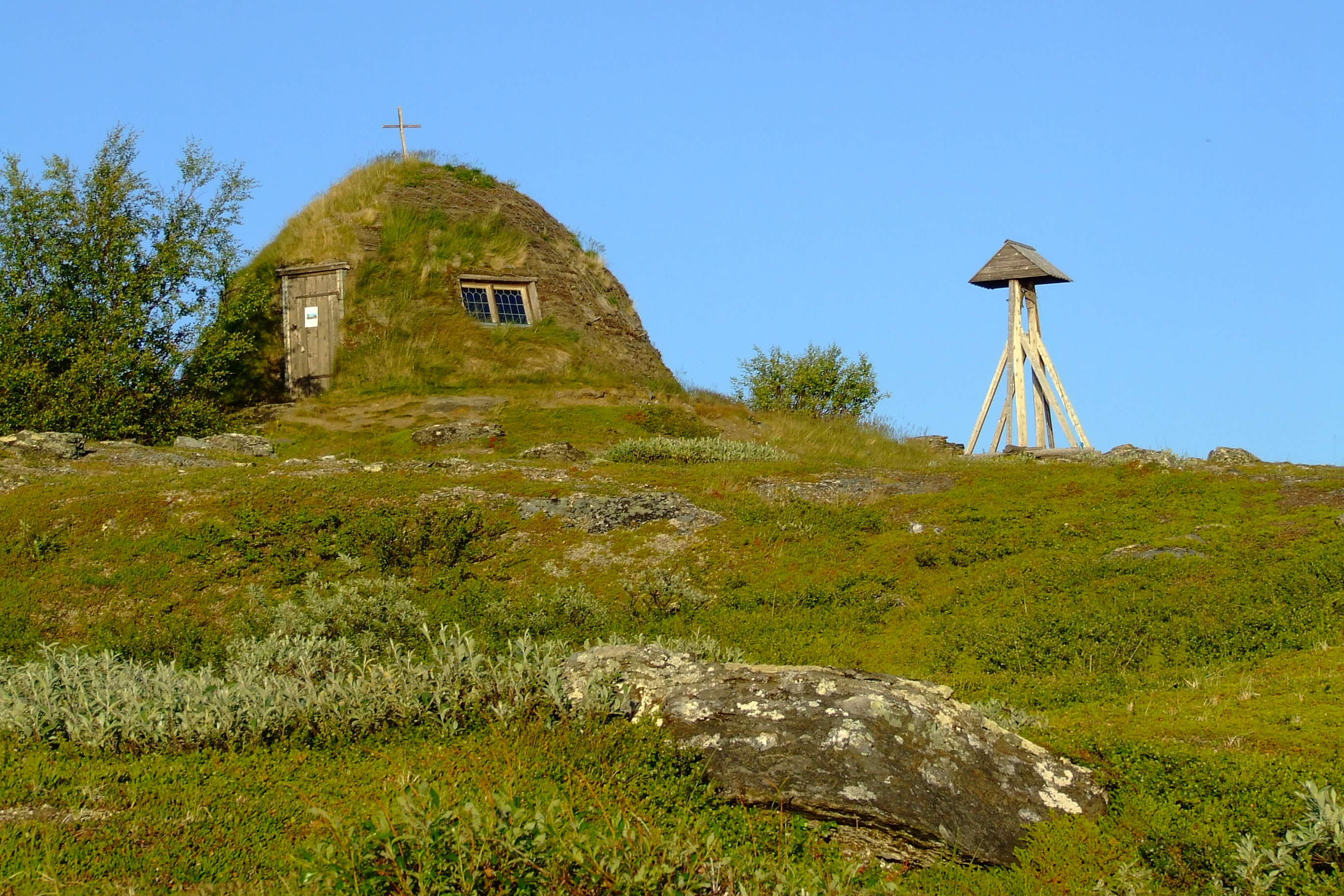
Église samie à Staloluokta, avec une architecture typique des kåta.

On trouve beaucoup de monuments historiques de la culture samie au sein de la région de Laponie, plus ou moins visibles : lieux de sacrifices, sépultures, pièges, clôtures et autres vestiges de l'élevage du renne. Leurs camps avec habitations traditionnelles (kåta), tels qu'à Staloluokta (sv), sont toujours utilisés durant la période d'estive,.
Parmi les traces laissées par les Samis, on peut citer la présence de gravures rupestres près de la frontière entre Padjelanta et Sarek. Ces gravures représentent des animaux, dont en particulier des rennes, des humains, mais, aussi, ce qui est absolument unique dans l'art sami, des bateaux avec des mâts et des voiles. Ceci est particulièrement étrange, car, jusqu'à la découverte de ces gravures, rien n'indiquait la possibilité que les Samis aient utilisé des bateaux de ce type. Les études tendent à penser que ces gravures sont des représentations des bateaux utilisés par les Vikings (à partir de l'an 800), avec lesquels les Samis entretenaient des relations commerciales importantes (vendant en particulier des fourrures).

## Gestion et protection
La « région de Laponie » est inscrite dans la liste du patrimoine mondial de l'UNESCO en 1996 en tant que bien mixte (naturel et culturel), selon les critères culturels (iii), (v), (vii) et les critères naturels (viii), (ix) :
- (iii) : « La région de Laponie offre un témoignage exceptionnel de la tradition d'élevage des rennes et est l'un des derniers exemples, incontestablement le plus étendu et le mieux préservé d’une zone de transhumance, pratique autrefois très répandue en Europe du Nord et qui remonte aux premiers temps du développement économique et social de l'humanité. »
- (v) : « La région de Laponie est un exemple exceptionnel d’utilisation traditionnelle des terres, un paysage culturel qui illustre le mode de vie ancestral du peuple saami basé sur l’élevage saisonnier du renne. »
- (vii) : « Le bien présente une grande variété de phénomènes naturels d’une beauté exceptionnelle. Les montagnes couvertes de neige de Sarek et Sulidälbmá sont non seulement magnifiques à voir, mais sont encore un véritable ouvrage de référence pour la géomorphologie glaciaire. Les grands lacs alpins de Padjelanta avec en arrière-plan les montagnes à la frontière suédo-norvégienne sont d’une beauté remarquable. La grande vallée de la Rapa offre un contraste absolu avec les régions alpines. Il est intéressant de mentionner en particulier sa zone deltaïque très active, les falaises alentour et les escarpements rocheux qui retombent de façon abrupte dans le delta. L’existence de la culture saami, allant du traditionnel kata de bouleau et de gazon au chalet contemporain, ajoute à la valeur esthétique du bien. »
- (viii) : « La région désignée contient tous les processus liés à l’activité glaciaire tels que les vallées en U, les moraines, les pentes d'éboulis, les drumlins, la présence de grands erratiques et de cours d'eau glaciaires à débit rapide. Elle présente d’excellents exemples d’action de la glace et du gel dans un milieu de toundra avec la formation de polygones et une zone de palses qui s'amoncèlent et retombent de façon spectaculaire. Les rivières glaciaires qui prennent naissance dans les champs de neige continuent leur percée à travers le lit rocheux. De vastes régions dénudées illustrent le phénomène d'érosion. Le bien atteste aussi de la présence d’êtres humains dans ces écosystèmes il y a 7 000 ans. »
- (ix) : « Le vaste complexe tourbeux de Sjávnja/Sjaunja est le plus étendu d'Europe en dehors de la Russie. Cette région est quasiment impénétrable pour l'homme sauf en hiver. La région de Laponie a une forêt vierge de conifères pouvant remonter jusqu’à 700 ans. La succession naturelle s’y poursuit sans perturbation. »

À l'exception de quelques zones au sud-ouest (Tjuoldavuobme — vallée de Tjuolda, Ráhpaäno suorgudahka — delta de Laidaure/Látjávrre et Sulidälbmá), l'ensemble de la région bénéficie de surcroît d'un statut de parc national ou de réserve naturelle : 
- le parc national de Padjelanta à l'ouest
- le parc national de Sarek au centre-ouest
- le parc national de Stora Sjöfallet au nord
- le parc national de Muddus au sud-est
- la réserve naturelle de Sjaunja au nord-est, inscrite site Ramsar pour son complexe tourbeux[A 2],[24]
- la réserve naturelle de Stubba à l'est

Les rares zones sans protection supplémentaire bénéficient de celle accordée par le Natural Resources Act de 1987 et le Ancient Monuments Act de 1988,. Par ailleurs, le Laidaure est inscrit site Ramsar,.
L'État suédois possède 99 % de la superficie de la région, à travers Naturvårdsverket (l'agence suédoise de protection environnementale) et Statens fastighetsverk (Administration des biens immobiliers de l'État suédois) ; les rares zones non publiques se situent dans la réserve naturelle de Sjaunja et un delta dans le parc national de Sarek.
Depuis les années 1990, les six zones à statut de parc national ou réserve naturelle bénéficient d'un plan de gestion.
Depuis le 1er janvier 2013, la gestion du parc est confiée à l'association Laponiatjuottjudus (littéralement : « administrer la [région de] Laponie » en same de Lule). Basée à Jokkmokk, l'association regroupe les communautés samies de la région : Baste čearru, Sirges, Tuorpon, Unna tjerusj, Jåhkågaska tjiellde, Gällivare Forest Sámi community, Luokta Mávas, Slakka and Udtja, les communes de Jokkmokk et de Gällivare, le conseil du comté de Norrbotten et Naturvårdsverket (l'agence suédoise de protection environnementale). L'association a été créée dans le but d'impliquer les Samis dans la gestion de la région. Le consensus est nécessaire pour toutes les grandes décisions. Laponiatjuottjudus est chargé de l'administration jusqu'en décembre 2018, et a l'ambition d'obtenir la gestion à long terme si l'évaluation est favorable.
Les règles dans les parcs nationaux sont relativement strictes, afin de préserver le parc dans l'état quasi-vierge qui le caractérise. Ainsi, la pêche, la chasse, la cueillette ou toute autre activité pouvant nuire à la nature sont interdites, sauf la cueillette de baies et de champignons comestibles. De même, tout véhicule motorisé est interdit dans le parc
Les Samis bénéficient de plusieurs dérogations aux règles sus-citées. En effet, depuis 1977, le peuple sami est reconnu par la Suède comme peuple autochtone et minorité nationale, ce qui implique que le peuple et son mode de vie sont protégés par la loi, le Reindeer Husbandry Act. Ainsi, les Samis rattachés administrativement à aux villages sur les territoires desquels les parcs sont situés ont le droit de faire pâturer leurs rennes dans le parc. Dans le cadre de ces activités, les Samis peuvent utiliser des véhicules motorisés (tels que la motoneige ou l'hélicoptère).

## Tourisme

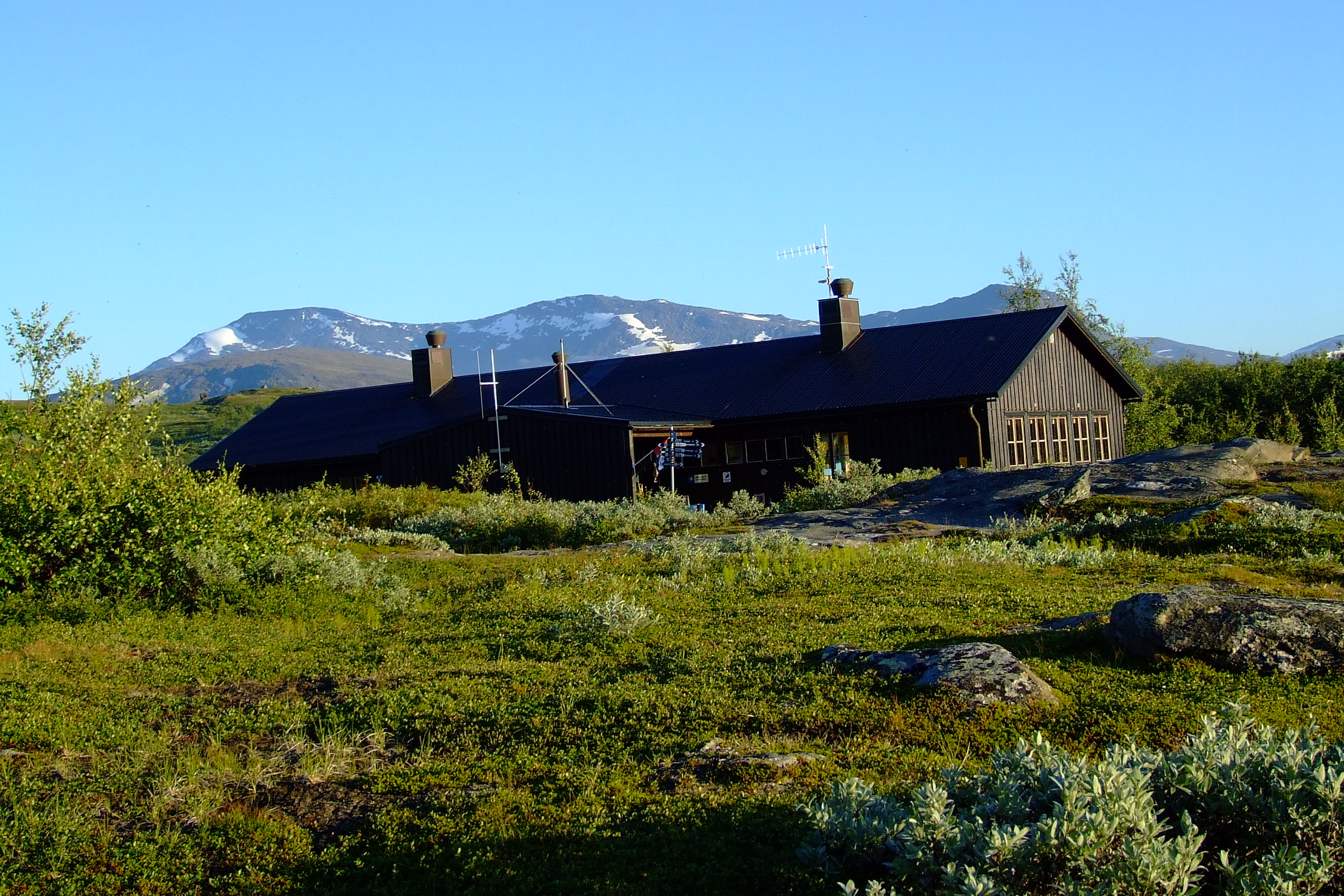
Station touristique de Staloluokta dans le parc national de Padjelanta.

Les chiffres indiqués sont ceux du rapport de l'Union internationale pour la conservation de la nature en 1996.
De manière générale, l'intégrité de la région n'est pas menacée par le tourisme.
À Stora Sjöfallet, la route construite pour les installations hydroélectriques amène environ 70 000 visiteurs par an. Dans les autres parcs, les visiteurs sont peu nombreux : 4 000 à Padjelanta, principalement pour le long chemin de randonnée, 2 000 à Muddus, surtout pour la randonnée et l'observation en forêt, et à peine 1 500 à 2 000 à Sarek .
Le parc de Padjelanta possède des chalets pour héberger les visiteurs la nuit. À l'exception de l'autorisation spéciale pour les Samis dans le cadre de l'élevage du renne, il n'y a qu'au centre d'accueil principal à Staloluokta (sv) dans le parc de Padjelanta que l'atterrissage de petits aéronefs est autorisée ; on ne constate que huit atterrissages d'hélicoptères ou d'hydravions par jour durant l'été. Un centre d'accueil des visiteurs est présent au parc national de Stora Sjöfallet.